# باید آنجا باشم (آلبوم)
باید آنجا باشم (به انگلیسی: Got to Be There) اولین آلبوم مایکل جکسون به عنوان یک تک‌خوان بود. این آلبوم در دوران نوجوانی مایکل ساخته شد و در ۲۴ ژانویه ۱۹۷۲ منتشر شد. در آلبوم باید آنجا باشم تک‌آهنگی با همین نام موجود است که در ۷ اکتبر ۱۹۷۱ منتشر شد. این آلبوم در سراسر جهان بیش از ۵ میلیون نسخه فروش داشت.